# 高橋和夫 (国文学者)
高橋 和夫（たかはし かずお、1928年2月15日 - ）は、国文学者、群馬大学名誉教授。
東京生まれ。1950年東京大学文学部国文科卒、1962年同大学院修士課程修了、群馬大学教育学部講師、助教授、教授。1993年定年退官、名誉教授。
1962年垣内松三賞、1967年久松賞、1975年博報賞受賞。

## 著書
- 『源氏物語の主題と構想』桜楓社 1966
- 『国語教材論の構想 言語象徴と対象世界』明治図書出版 1970
- 『平安京文学 その歴史と風土』赤尾照文堂 1974
- 『日本文学と気象』中公新書 1978
- 『『源氏物語』の創作過程』右文書院 1992
- 『古典に歌われた風土』三省堂 1992